# Mid-year Internationals
Die Mid-year Internationals (auch Summer Tests genannt) sind eine jährlich stattfindende Serie von internationalen Test Matches in der Sportart Rugby Union, die größtenteils im Juni stattfinden. Es nehmen Nationalmannschaften der ersten, zweiten und gelegentlich auch der dritten Stärkeklasse teil. Der Verband World Rugby führte die Internationals im Jahr 2004 ein, um einen Ersatz für die teils monatelangen Touren zu bieten, die während der Amateur-Ära üblich waren.
Üblicherweise reisen europäische Mannschaften in die Südhemisphäre, nach Amerika oder Asien, um dort Spiele auszutragen; üblicherweise fallen auch die Touren der British and Irish Lions in dieses Zeitfenster. Jedes Team bestreitet in der Regel drei oder vier Test Matches, während besuchende Nationalmannschaften als Teil einer Tour manchmal auch gegen Vereine oder regionale Auswahlteams antreten. Die Ergebnisse sämtlicher Test Matches fließen in die World-Rugby-Weltrangliste ein. Für 2020 plante World Rugby, das Zeitfenster von Juni auf Juli zu verschieben, doch wegen der COVID-19-Pandemie fielen sämtliche Spiele aus.
Um den Monat November herum finden seit 2000 die End-of-year Internationals statt.

## Teilnehmende Mannschaften
Bisher nahmen folgende Mannschaften teil:
| - Argentinien - Australien - Barbarian FC - Belgien - Brasilien - British and Irish Lions - Chile - Deutschland - England - Fidschi - French Barbarians - Frankreich | - Georgien - Irland - Italien - Japan - Kanada - Kenia - Namibia - Neuseeland - Māori All Blacks - Pacific Islanders - Portugal | - Rumänien - Russland - Samoa - Spanien - Südafrika - Schottland - Tonga - Tunesien - Uruguay - Vereinigte Staaten - Wales |